# حالت ماده

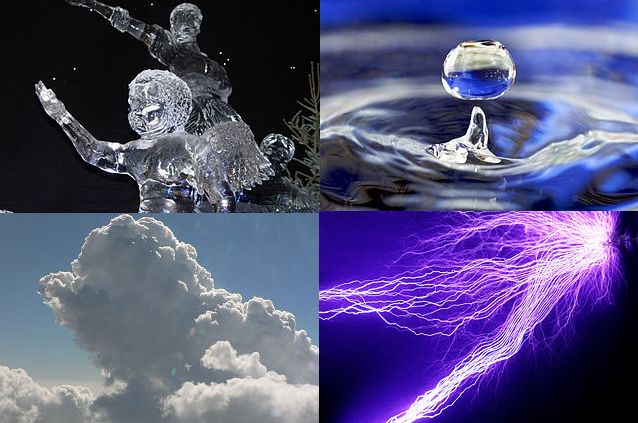
حالت‌های چهارگانه ماده

در فیزیک، حالت ماده به انگلیسی (State of matter)، یکی از پهار حالت متمایز ماده است که فقط در اثر تغییر دما یا فشار، قابل تبدیل به یکدیگر هستند. در زندگی روزمره، ۴ حالت ماده قابل مشاهده‌اند: جامد، مایع، گاز و پلاسما.
البته ماده، حالت‌های دیگری مانند چگالش بوز-اینشتین و چگالی فرمیونی هم دارد؛ اما این حالت‌ها تنها در شرایط خاصی مشاهده می‌شوند. 
حالت ماده را نباید با فاز ماده یکی دانست.
بیشترین مادهٔ قابل مشاهده در جهان، پلاسما است.